# Western Union Telegraph Building
Western Union Telegraph Building – wieżowiec zbudowany w Nowym Jorku na dolnym Manhattanie w latach 1872–1875 przez George’a B. Posta. Był pierwszym biurowcem, który osiągnął 10 kondygnacji oraz wysokość 70 metrów.
Budynek rozebrano pomiędzy 1912 a 1914 rokiem.